# Liste der Monuments historiques in Bannegon
Die Liste der Monuments historiques in Bannegon führt die Monuments historiques in der französischen Gemeinde Bannegon auf.

## Liste der Bauwerke
| Bezeichnung | Beschreibung                  | Standort | Kennzeichnung | Schutzstatus | Datum | Bild           |
| ----------- | ----------------------------- | -------- | ------------- | ------------ | ----- | -------------- |
| Schloss     | Erbaut ab dem 13. Jahrhundert | (Lage)   | PA00096647    | Classé       | 1965  | weitere Bilder |